# Őrhegy forgalmi kitérő

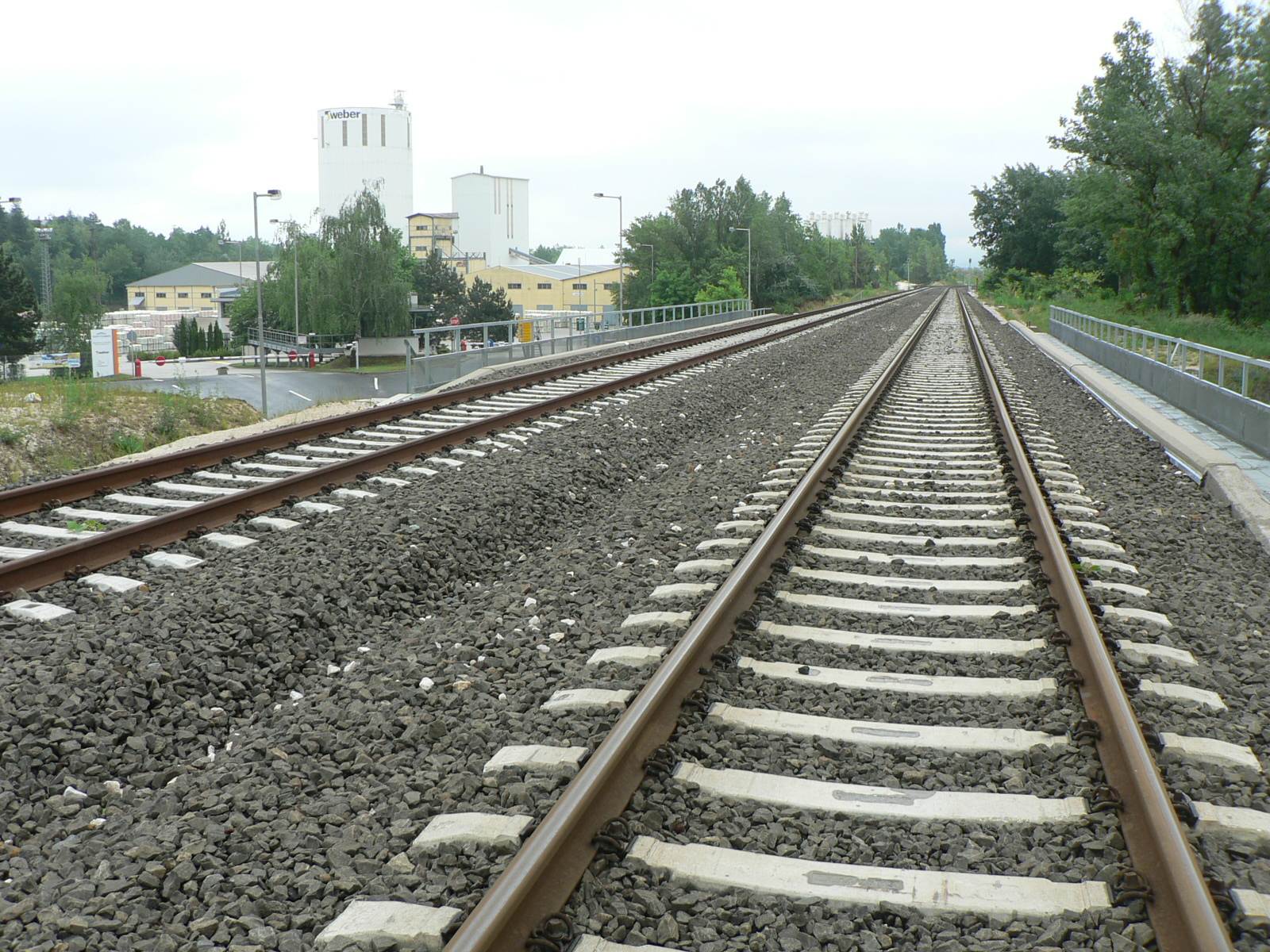
Az Őrhegy forgalmi kitérő egy szakasza a Terranova hídjával, Szabadságliget irányában

Az Őrhegy forgalmi kitérő egy körülbelül 2 kilométernyi kétvágányú szakasz a Budapest–Esztergom-vasútvonal Pilisvörösvár-Piliscsaba állomásai között, a Pest vármegyei Pilisvörösvár külterületén. A kitérő a vasútvonal 2012-2015 közötti felújítása során épült a Pilisvörösvár–Piliscsaba állomásköz pályakapacitásának megnövelésére. Forgalmi szempontból Őrhegy A elágazás és Őrhegy B elágazás a két kitérő neve.

## Története

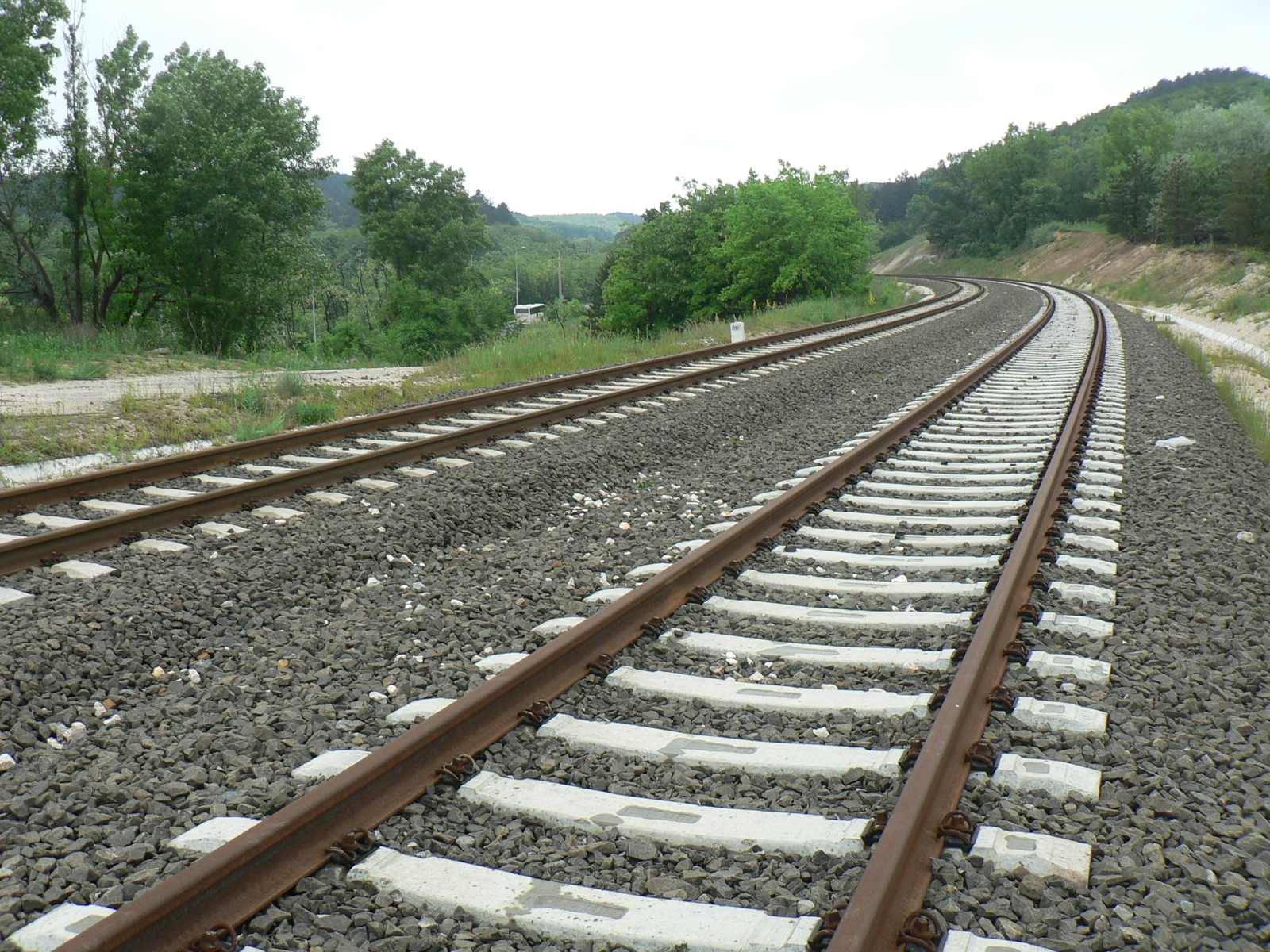
Az Őrhegy forgalmi kitérő egy szakasza a Terranova hídja felől Piliscsaba irányában

Pilisvörösvár vasútállomását elhagyva a főváros felől érkező Budapest–Esztergom-vasútvonal a Solymári-völgy majdnem sík szakaszáról erősebben emelkedő, hegyvidéki szakaszra vált át: a vasúti pálya nagy ívben megkerüli a pilisvörösvári Kálvária-dombot, majd visszakanyarodva a 10-es út közelébe, néhány kilométerrel távolabb eléri az egész vonal legmagasabb pontjának számító Kopár-hágót, ahol egy alagút közbeiktatásával halad át.
A vasútvonal felújításának a tervezésekor nyilvánvalóvá vált, hogy a tervezett zónázó ütemes menetrend szempontjából Pilicsaba lenne a megfelelő zónahatár. Azonban a Pilisvörösvár–Piliscsaba állomásköz túl hosszú (9 km), és az itt található 3 megállóhely (Szabadságliget, Pázmáneum, Klotildliget) tovább növeli a személyvonatok menetidejét, így a vasútvonal kapacitáshiányos pontja lesz ez az állomásköz. A teljes kétvágányúsítás (egészen Esztergomig) jelentős költségekkel járt volna a terület beépítettsége és az alagút egyvágányú kialakítása miatt, így célszerű lett egy forgalmi kitérő létesítésével az állomásköz megosztása.

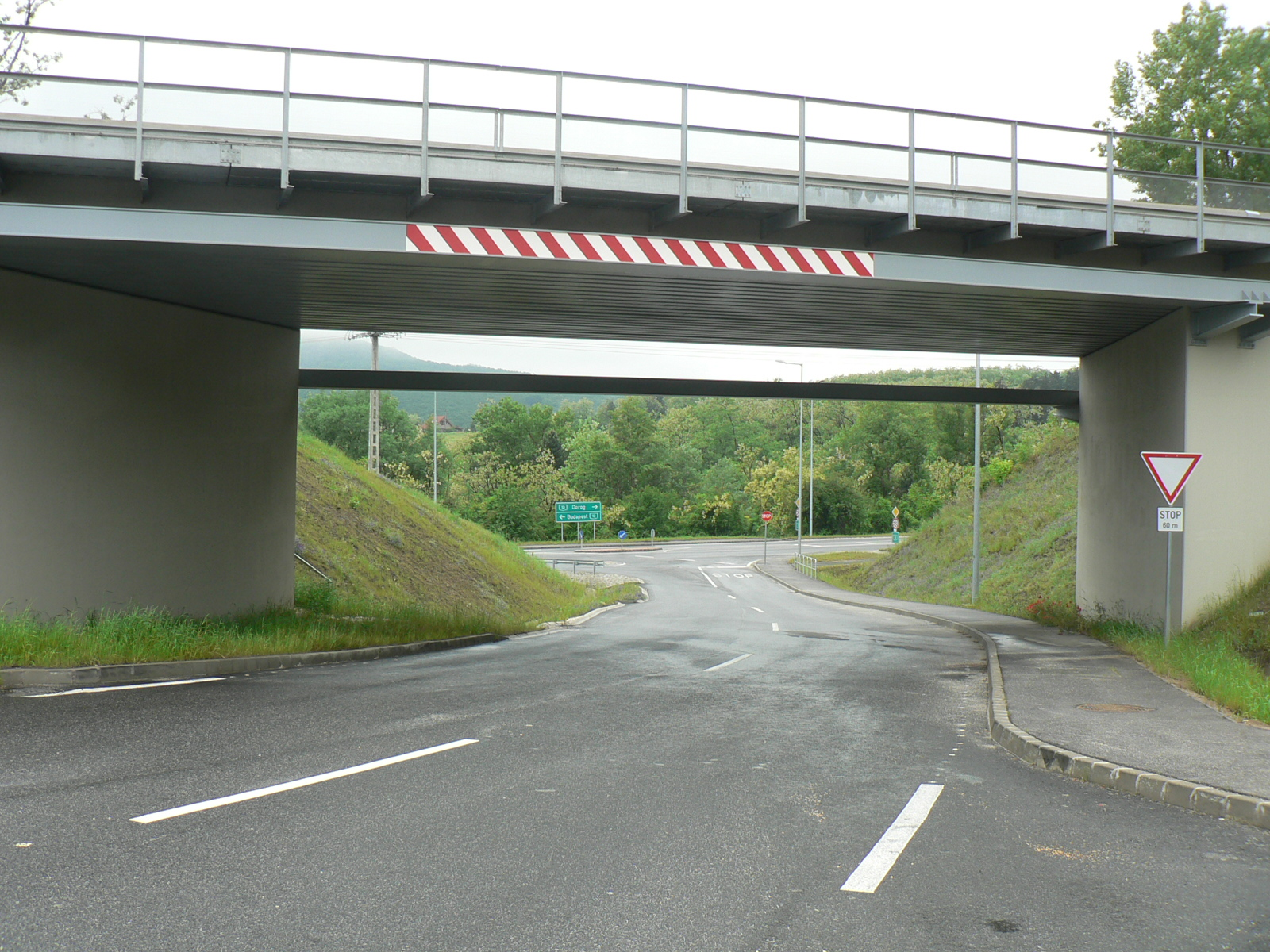
A kitérő hídja, a Terranova irányából a 10-es út felé nézve

E probléma kiküszöbölésére képeztek ki a Terranova Zrt. telephelyének térségében egy 2100 méteres kétvágányú kitérő szakaszt, mely az észak felől fölé emelkedő, 339 méter magas Őr-hegy után kapta az Őrhegy forgalmi kitérő elnevezést. Itt az Esztergom–Pilisvörösvár közti szakasz felújításának befejeztével, 2014-ben indult meg a vonatforgalom. Így a pályakapacitás elegendővé vált akár 15 perces ütemes követésre is.
Áthaladó vasútvonalak:
- Budapest–Esztergom-vasútvonal (2)

## Megközelítés budapesti tömegközlekedéssel
- Busz:  800, 805